# Husayn ibn 'Abd Allah
Husayn ibn 'Abd Allah (in arabo حسين بن عبد الله‎?; Amman, 28 giugno 1994) è il principe ereditario della Giordania dal 2009, figlio primogenito del re Abd Allah II e della regina Rania.
Dal raggiungimento della maggiore età nel 2012, ha servito come reggente in diverse occasioni.

## Biografia

### Nascita
Il Principe è nato ad Amman il 28 giugno 1994 dall'allora principe ʿAbd Allāh e dalla principessa Rania, il principe Ḥusayn è un membro della famiglia hashemita.
Egli è il discendente della 42ª generazione hassanide di Maometto, tracciando la sua discendenza dalla figlia del Profeta Fāṭima e da suo marito ʿAlī. Ḥusayn è stato chiamato come il nonno paterno, l'allora regnante Husayn di Giordania.
Ḥusayn ha tre fratelli più piccoli. Le sue sorelle sono la principessa Iman (1996) e la principessa Salma (2000), mentre suo fratello è il principe Hāshim (2005).

### Istruzione
Nel 2007, il principe si è iscritto all'Accademia del Re a Madaba, che è stata fondata dal padre e che ha aperto poco prima dell'adesione di Ḥusayn. Si è diplomato presso l'Accademia nel 2012.
Nel 2016 si è laureato in storia internazionale all'Università di Georgetown e nel 2017 si è laureato presso la Reale accademia militare di Sandhurst, in Inghilterra. Il principe ereditario è sottotenente della Al-Quwwāt al-Musallahat al-Urdunniyya, ossia le Forze Armate Giordane.

### Erede apparente
Il padre di Ḥusayn non avrebbe dovuto succedere al trono pur essendo il figlio maggiore del re, dato che egli aveva nominato suo fratello più giovane Ḥasan come erede nel 1965. Poco prima della sua morte, il 7 febbraio 1999, il re ha però nominato ʿAbd Allāh nuovo erede. In conformità con i desideri del padre, re ʿAbd Allāh II ha nominato il suo giovane fratellastro, il principe Hamza, come erede.

Il 28 novembre 2004, il Re ʿAbd Allāh II ha spogliato del titolo di Principe della Corona Hamza, nonostante l'ultima volontà del padre. Anche se il titolo è stato lasciato vacante, la Costituzione della Giordania prevede primogenitura agnatica, nel senso che il figlio maggiore del monarca è automaticamente primo nella linea di successione al trono a meno che non sia decretato il contrario. Ḥusayn divenne così erede quando lo zio perse lo status, e gli analisti hanno ampiamente previsto che il re gli avrebbe concesso a breve il titolo formale.

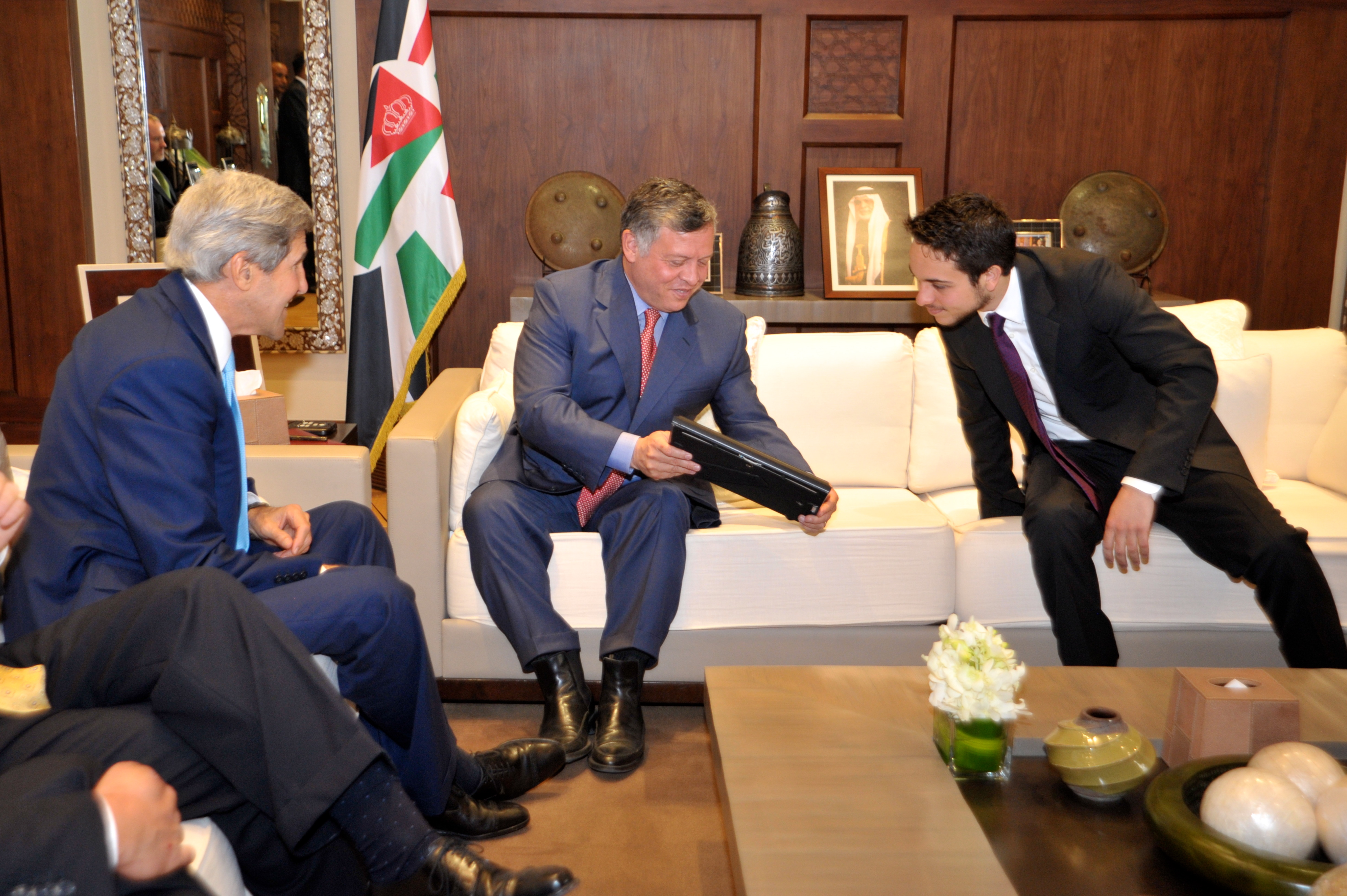
Il Principe Ereditario ed il Re durante un incontro con il Segretario di Stato degli Stati Uniti d'America John Kerry, il 27 settembre 2015

Il titolo gli è stato conferito, infatti, il 2 luglio 2009, con un regio decreto che è stato emesso con effetto immediato.

#### Incarichi reali
A differenza del Re, il ruolo di Principe della Corona è per lo più cerimoniale secondo la Costituzione, e il titolo non è associato ad alcuna carica politica. Ḥusayn ha svolto il suo primo impegno ufficiale nel giugno del 2010, quando ha rappresentato il padre alle celebrazioni per l'anniversario della rivolta araba e alla Giornata delle Forze Armate.
Ha accompagnato il padre in missioni ufficiali e militari. Ḥusayn ha anche servito più volte come reggente durante l'assenza del re dal paese, dopo aver prestato giuramento, il 21 aprile 2012. Alla cerimonia hanno partecipato i membri del Consiglio dei Ministri e suo zio, il principe Faysal bin al-Husayn. Il principe ereditario ha poi incontrato l'allora Primo ministro Awn Shawkat Al-Khasawneh accompagnato da suo zio.
Husayn gestisce la Crown Prince Foundation, responsabile dell'Università Tecnica Al Hussein e svariate iniziative scientifiche ed umanitarie. La fondazione ha creato l'iniziativa Haqiq, che mira ad incoraggiare i giovani al volontariato; un tirocinio alla NASA; iniziative per incoraggiare l'innovazione nella tecnologia aerospaziale e l'iniziativa Hearing Without Borders per fornire impianti cocleari a cittadini Giordani sordi. I tirocinanti presso la NASA hanno iniziato a costruire un CubeSat, satellite miniaturizzato avente forma cubica, chiamato JY1, il primo satellite Giordano programmato per il lancio nel febbraio 2018.
Il 14 luglio 2014 Husayn ha visitato il King Hussein Medical Center in Amman dove venivano curati diversi Palestinesi feriti e scappati da Gaza.
Il 23 aprile 2015 l'allora ventenne principe Husayn è diventato la persona più giovane a sedere durante una sessione del Consiglio di sicurezza delle Nazioni Unite. Durante l'incontro, il principe ha partecipato ad un dibattito sui metodi da usare per prevenire l'entrata dei giovani in gruppi estremisti. Ban Ki-moon, al tempo segretario generale delle Nazioni Unite, disse "non ha nemmeno 21 anni, ma è già il leader del 21º secolo". Il Consiglio di Sicurezza ha unanimemente adottato la Risoluzione 2250 chiamata "Maintenance of international peace and security"; la risoluzione fu presentata su iniziativa della Giordania durante il dibattito presieduto dal principe Husayn.
Nel maggio 2017, Husayn ha tenuto il discorso inaugurale durante il Forum economico mondiale sul Medio Oriente e il Nord Africa, tenutosi sulle coste Giordane del Mar Morto. Nel settembre 2017, dopo la laurea a Sandhurst, ha tenuto il discorso della Giordania all'Assemblea generale delle Nazioni Unite.

### Matrimonio
Il 17 agosto 2022 la Corte Reale Hashemita annunciò il fidanzamento del principe ereditario con l'architetta saudita Rajwa Al Saif. Il 31 dicembre 2022 un comunicato rese pubblica la data delle nozze, tenutesi il 1º giugno 2023 nel Palazzo di Zahran. Il 10 aprile 2024, è stato annunciato che la coppia stava aspettando il suo primo figlio, la cui nascita è prevista per l'estate. Il 3 agosto dello stesso anno è nata la prima figlia della coppia, Iman.

## Interessi personali
Il principe è noto per il suo profilo Instagram che conta 4,7 milioni di follower a giugno 2023; pubblica spesso fotografie che mostrano i suoi passatempi, tra cui la lettura, lo sport, soprattutto il calcio, le moto e suonare la chitarra.

## Titoli e trattamento
- 28 giugno 1994 – 2 luglio 2009: Sua Altezza Reale, il principe Ḥusayn di Giordania.
- 2 luglio 2009 – oggi: Sua Altezza Reale, il Principe ereditario di Giordania.

## Ascendenza
|                           |   |                        | Genitori                                   |  |  | Nonni |  |  | Bisnonni           |  |  | Trisnonni                |  |
|                           |   |                        |                                            |  |  |       |  |  | Talal di Giordania |  |  | Abd Allah I di Giordania |  |
|                           |   |                        |                                            |  |  |       |  |  | Talal di Giordania |  |  | Abd Allah I di Giordania |  |
|                           |   | Musba bint Nāṣir       |                                            |  |  |       |  |  | Talal di Giordania |  |  |                          |  |
| Husayn di Giordania       |   |                        |                                            |  |  |       |  |  | Talal di Giordania |  |  |                          |  |
|                           |   | Zayn al-Sharaf Talal   | Jamal 'Ali ibn Nāṣir, Sceriffo della Mecca |  |  |       |  |  |                    |  |  |                          |  |
|                           |   | Zayn al-Sharaf Talal   | Jamal 'Ali ibn Nāṣir, Sceriffo della Mecca |  |  |       |  |  |                    |  |  |                          |  |
|                           |   | Zayn al-Sharaf Talal   | Wijdan Shakir Pascià                       |  |  |       |  |  |                    |  |  |                          |  |
| Abd Allah II di Giordania |   | Zayn al-Sharaf Talal   |                                            |  |  |       |  |  |                    |  |  |                          |  |
|                           |   | Walter Percy Gardiner  | Arthur Gardiner                            |  |  |       |  |  |                    |  |  |                          |  |
|                           |   | Walter Percy Gardiner  | Arthur Gardiner                            |  |  |       |  |  |                    |  |  |                          |  |
|                           |   | Walter Percy Gardiner  | Mabel Jane Tovell                          |  |  |       |  |  |                    |  |  |                          |  |
| Antoinette Avril Gardiner |   | Walter Percy Gardiner  |                                            |  |  |       |  |  |                    |  |  |                          |  |
|                           |   | Doris Elizabeth Sutton | Arthur Sutton                              |  |  |       |  |  |                    |  |  |                          |  |
|                           |   | Doris Elizabeth Sutton | Arthur Sutton                              |  |  |       |  |  |                    |  |  |                          |  |
|                           |   | Doris Elizabeth Sutton | Dora Elizabeth Alderton                    |  |  |       |  |  |                    |  |  |                          |  |
| Ḥusayn di Giordania       |   | Doris Elizabeth Sutton |                                            |  |  |       |  |  |                    |  |  |                          |  |
|                           | … | …                      |                                            |  |  |       |  |  |                    |  |  |                          |  |
|                           | … | …                      |                                            |  |  |       |  |  |                    |  |  |                          |  |
|                           | … | …                      |                                            |  |  |       |  |  |                    |  |  |                          |  |
| Fayṣal Ṣidqī al-Yāsīn     | … |                        |                                            |  |  |       |  |  |                    |  |  |                          |  |
|                           |   | …                      | …                                          |  |  |       |  |  |                    |  |  |                          |  |
|                           |   | …                      | …                                          |  |  |       |  |  |                    |  |  |                          |  |
|                           |   | …                      | …                                          |  |  |       |  |  |                    |  |  |                          |  |
| Rania al-Yāsīn            |   | …                      |                                            |  |  |       |  |  |                    |  |  |                          |  |
|                           |   | Ali al-Rasikh          | Ibrahim al-Rasikh                          |  |  |       |  |  |                    |  |  |                          |  |
|                           |   | Ali al-Rasikh          | Ibrahim al-Rasikh                          |  |  |       |  |  |                    |  |  |                          |  |
|                           |   | Ali al-Rasikh          | …                                          |  |  |       |  |  |                    |  |  |                          |  |
| Ilham al-Rasikh           |   | Ali al-Rasikh          |                                            |  |  |       |  |  |                    |  |  |                          |  |
|                           |   | …                      | …                                          |  |  |       |  |  |                    |  |  |                          |  |
|                           |   | …                      | …                                          |  |  |       |  |  |                    |  |  |                          |  |
|                           |   | …                      | …                                          |  |  |       |  |  |                    |  |  |                          |  |
|                           |   | …                      |                                            |  |  |       |  |  |                    |  |  |                          |  |